# Famille de Montrichard
Pour les articles homonymes, voir Montrichard (homonymie).
La famille de Montrichard est une famille subsistante de la noblesse française, d'extraction féodale, originaire de Franche-Comté,,. La filiation suivie remonte au XIIIe siècle, par le testament de Gérard de Montrichard en 1285. La famille a donné treize chevaliers de l'ordre de Saint-Georges.
D'abord sous l'autorité des comtes et ducs de Bourgogne, les Montrichard ne se sont soumis à l'autorité française que lors de l'annexion de la Franche-Comté par Louis XIV, entérinée par les traités de Nimègue en 1678.
Le nom de cette famille vient d'un promontoire situé sur la commune actuelle de Nans-sous-Sainte-Anne (Doubs) et couronné d'un château-fort à trois enceintes (du latin tri cardium), d'où la prononciation du nom : « Mon-Tri-chard ».
Cette famille compte des gouverneurs de place militaire, un premier gentilhomme du prince d'Orange, maître d'hôtel des comtes de Bourgogne, des gruyers, un officier d'aviation pendant la Première Guerre mondiale, des chanoines, des abbés et abbesses.

## Origines et histoire

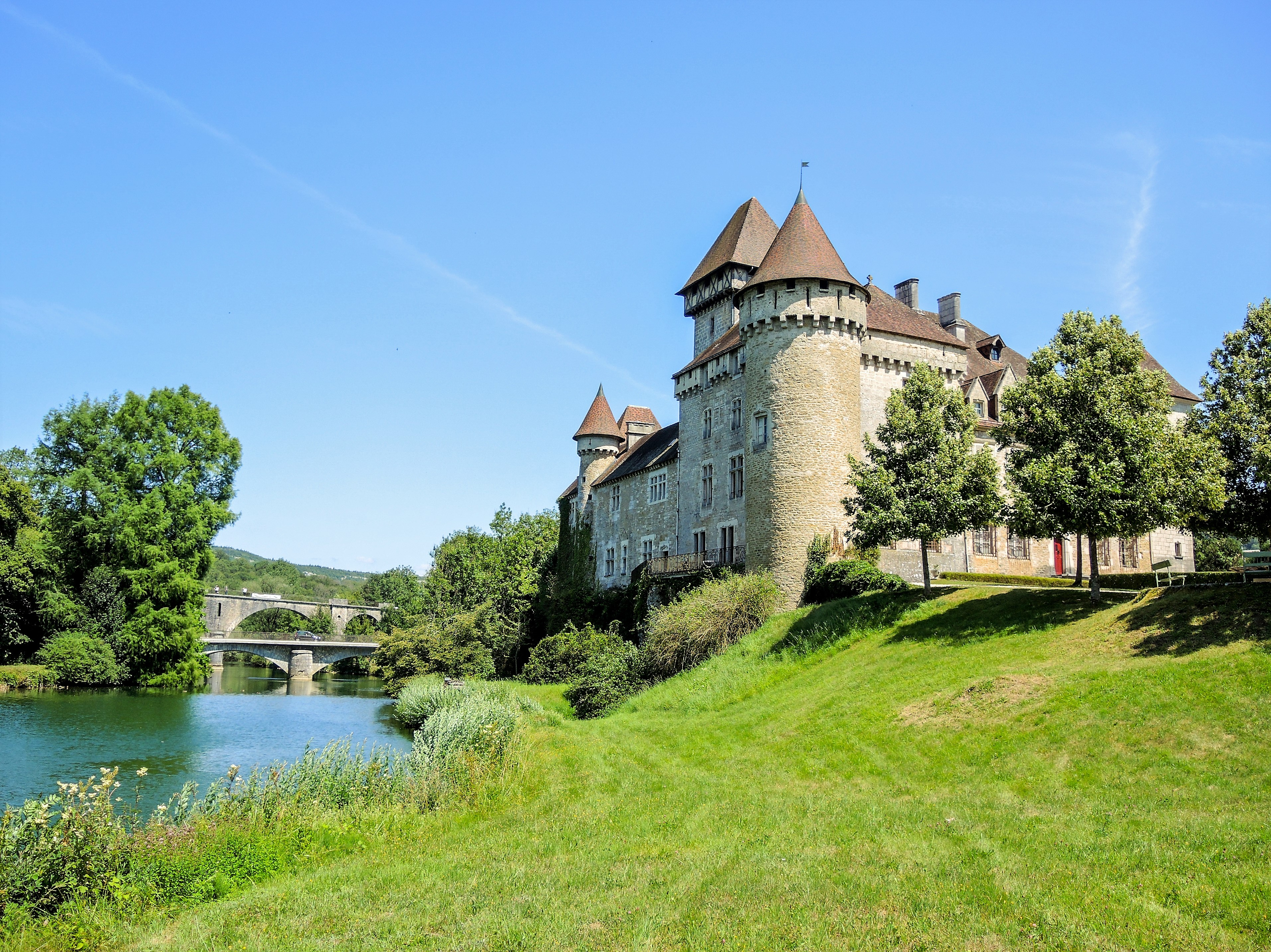
Château de Cléron (Doubs), datant du XIVe siècle.

La famille de Montrichard pourrait être issue de la branche cadette des seigneurs de Scey.
La famille de Montrichard tire son nom du château-fort de Montrichard, situé au bailliage de Nans-sous-Montmahoux, aujourd'hui commune de Nans-sous-Sainte-Anne, dans le Doubs, qui constituait l'une des nombreuses défenses sur la route du sel de Salins.
Les seigneurs de Montrichard au XIIe siècle et au début du XIIIe siècle, portent déjà «De vair à la croix de gueules» mais la filiation prouvée ne débute qu'avec Gérard de Montrichard en 1285.
Le premier possesseur du château, Guillaume de Montrichard, à la fin du XIIIe siècle, épouse Guyette d'Andelot. Dans la deuxième moitié du XVe siècle, alors que la branche aînée garde les seigneuries de Nans, Flammerans et Fertans (et rachète Montrichard précédemment aliéné), la branche cadette, dite de Nozeroy, garde le Château de Sirod, château de Saint-Martin et de Frontenay. C'est de cette branche que descendent les Montrichard qui s'implantèrent en Nivernais à la fin du XVIIIe siècle.
En 1789, Gabriel Étienne de Montrichard (1745-1799), qui avait reçu le château de Saint-Martin dans le Jura, épouse Gilberte Rapine de Sainte-Marie, d'une vieille famille nivernaise qui lui apporte le château et les terres de La Chasseigne près de Nevers. Leur fils Ferdinand de Montrichard (1790-1866), par son mariage avec Alexandrine-Louise de La Rochefoucauld-Coussage, entre alors en possession des terres du Nivernais central (Aubigny, Dienne, Langy) du château de Romenay ainsi que du château Marais et du Colombier près de Nevers.
Leur fils Armand de Montrichard (1812-1875) vend bientôt le château de Saint-Martin en Franche-Comté et le château du Colombier pour mieux entretenir le château de La Chasseigne.
Par mariage au début du XXe siècle, le second fils d'Armand, Gabriel de Montrichard (1848-1920), s'établit dans le canton d'Amancey (Doubs) d'où le nom des Montrichard avait totalement disparu au XVIIIe. Il s'établit donc au château de Cléron (tout proche du berceau familial) en épousant Marie Terrier de Loray.
Cette famille a été admise à l'ANF le 9 mai 1937.

## Souche commune
- Gérard de Montrichard ( -), chevalier, sir de Montrichard, marié à Dame Peratte (réputée issue de la maison de Scey), ce dernier fit un testament en 1285[3] dans lequel apparait ses frères et sœurs Jean Ier de Montrichard (?-?), Isabelle de Montrichard (?-?), Tranquille de Montrichard (?-?) et Béatrix de Montrichard (?-?). Il eut pour descendance Jean II de Montrichard (?-?), Guillaume Ier de Montrichard (1235-1306) et Berthod de Montrichard (?-?).
  - Jean II de Montrichard (?-?)
  - Guillaume Ier de Montrichard (1235-1306), chevalier, marié à Guyette d'Andelot (1250-). Il eut pour enfants 1° Jean III de Montrichard (1270-1351), 2° Richard de Montrichard (-) damoiseau, 3° Guillaume II de Montrichard (?-?), 4° Guillemette de Montrichard, mariée à Richard d'Eternoz, 5° Perrin Ier de Montrichard (?-?). Un testament a été rédigé en 1306.
  - Berthod de Montrichard (?-?)
- Guillaume II de Montrichard (-), écuyer en 1338, mort sans postérité.
- Richard de Montrichard (-), chevalier, Seigneur de Montrichard, il aliéna en 1333 la terre de Montrichard à Jean de Chalon (-), appelé aussi Jean bâtard de Chalon, Seigneur d'Alray[8].
- Perrin de Montrichard (-) écuyer, marié à Françoise de Grusson. De cette union, il eut 1° Jean de Montrichard (-), 2° Guillaume III de Montrichard (-) écuyer, 3° Renaud de Montrichard (-) écuyer, mort sans postérité 4° Jeanne de Montrichard (-).
- Jehan de Montrichard ou Jean III de Montrichard (1270-1351), chevalier, épousa Madeleine de Salins (1300-1351) en premières noces. Il fut marié à Jeanne d'Andelot[8]. Dunot, dans son histoire du comté de Bourgogne, dit de la famille de Montrichard qu'elle est une branche cadette de la famille de Scey-Montbéliard[6]. Il vivait encore en 1351, date à laquelle il rédigea un testament. Il eut 1° Guillaume III de Montrichard (-), 2° Jean IV de Montrichard (-), 3° Perrin II de Montrichard (-).
- Jean IV de Montrichard (-), seigneur de Nant. Il vendit le fief de Mouance en 1373.
- Guillaume III de Montrichard (1320-1388), chevalier établi à Salins. Il épousa en 1352 Marguerite Merceret. De cette union naitront 1° Jean V de Montrichard (1370-1440), 2° Jeanne de Montrichard (-) mariée au seigneur de Courlaou, 3° Jean VI de Montrichard (-) religieux, 4° Simon de Montrichard (-) mort jeune, 5° Claude de Montrichard (-1448) mariée avec le seigneur de Viremont en premières noces, puis à Pierre de Quingeay, seigneur de Bourboillon.
- Jean VI de Montrichard (-), religieux l'abbaye de Baume-les-Messieurs. Prieur Commendataire et curé de Saint-Étienne de 1532 à 1540.
- Jean V de Montrichard (1370-1440), chevalier, seigneur de Saint-Aubin et Grozon. Il épousa en 1411 Jeanne de Salins-La-Bande (1390-), fille de Guy de Salins-La-Bandes (-1417), conseiller du duc de Bourgogne Jean (sans Peur), chambellan et maître d'hôtel du duc. Ils eurent pour enfants 1° Guyot de Montrichard (1420-), 2° Marguerite de Montrichard mariée en 1443 à Antoine de Chassagne, 3° Alix de Montrichard, marié en 1430 à Antoine de Villiers seigneur de Boncour, 4° Claudine de Montrichard, mariée en 1440 à Jacques de Lantenne, 5° Jean III de Montrichard (-) Prieur de Vincelle, religieux et chambrier de l'abbaye de Baume en 1448, 6° Henry de Montrichard (-).
- Jean de Montrichard (-1495), épousa en 1478 Guyonne de Richarme. Il eut Antoine de Montrichard (-).
- Henry de Montrichard (-), Seigneur de St Aubin, il épousa en 1468 Marguerite d'Usie. Il eut comme fils Denis de Montrichard (-1531).
- Denis de Montrichard ( -1531), capitaine et gouverneur du fort de Joux[9]. Il épousa Philiberte d'Alray. L'empereur Maximilien Ier, prédécesseur de Charles Quint, craignit une invasion française de la Franche-Comté par les troupes de Louis XII. Pour la sécurité de l'empire il ordonna à Denis de Montrichard une expédition militaire. Il remporta la forteresse et le château de Joux en 1507. Sa dépouille repose au monastère des Augustins de Pontarlier, non loin du château de Joux. L’épitaphe aujourd'hui perdue, a été décrite par l’historien Jacques Droz : "Ci-gît Denis de Montrichard, écuyer, jadis capitaine de la forte maison et chastel de Joux qui, par sa prouesse soublt a garde Louis de Vaudrey, jadis Bailli d’Aval, capitaine de la garde du Roi de Castille, a réduit ledit chastel en son obéissance, qui trépassa le premier octobre 1531"[10]. Union sans postérité mâle.
- Guyot de Montrichard (1420-), chevalier, seigneur de Bouverans et de Nans. Marié en 1441 à Marguerite de Fallerans (1425-1476). De cette union, il eut 1° Jean de Montrichard (-) mort jeune  2° Claude de Montrichard ( -1559) (voir ci-après), 3° Pierre Ier de Montrichard ( -1531), 4° Catherine de Montrichard mariée à Edme de Louverot, 5° Jeanne de Montrichard (-1499), abbesse de Notre-Dame de Migette en 1496, 6° Antoine de Montrichard ( - ), religieux, sacristain à St Bénigne de Dijon.

## Branche cadette de Nozeroy (subsistante)
- Claude de Montrichard ( -1559), maître d'hôtel et gouverneur de Philibert de Chalon, prince d'Orange & vice-roi de Naples, mort en 1530. Il épousa en 1499 Avoye de Jougne (-), fille unique de Pierre de Jougne qui tenait le premier rang de la cour de Louis II de Chalon-Arlay, prince d'Orange, et gouverneur du comté de Bourgogne. Les Nassau succédèrent donc aux Chalon. Pendant six générations, jusqu'à la conquête française en 1678, les descendants de Claude de Montrichard ( -1559) furent de père en fils capitaines et gouverneur des villes et châteaux de Nozeroy ; grands gruyers des biens des Chalon puis des Nassau en même temps qu'ils étaient seigneur de Sirod. Il eut pour fils unique Antoine II de Montrichard (1502-1581).
- Antoine de Montrichard (1502-1581), aussi connu sous le nom d'Antelme de Montrichard, Capitaine et gouverneur des ville et château de Nozeroy, seigneur de Bouverans, nommé seigneur de Sirod par Henri III comte de Nassau en 1533. Il épousa en 1518 Louise Merceret de Salins (-1548), cousine germaine de Nicolas Perrenot de Granvelle le tout puissant chancelier et premier ministre de Charles Quint. Antoine de Montrichard (1502-1581) représenta les intérêts de René de Nassau, héritier de Philibert de Chalon jusqu'en 1554[11]. Il eut comme enfants 1° Gérard de Montrichard (1536-1590) et 2° Pierre II de Montrichard (-).
- Pierre II de Montrichard (-), fils d'Antoine de Montrichard (1502-1581), marié à Anne Dutartre (-). Mort sans postérité.

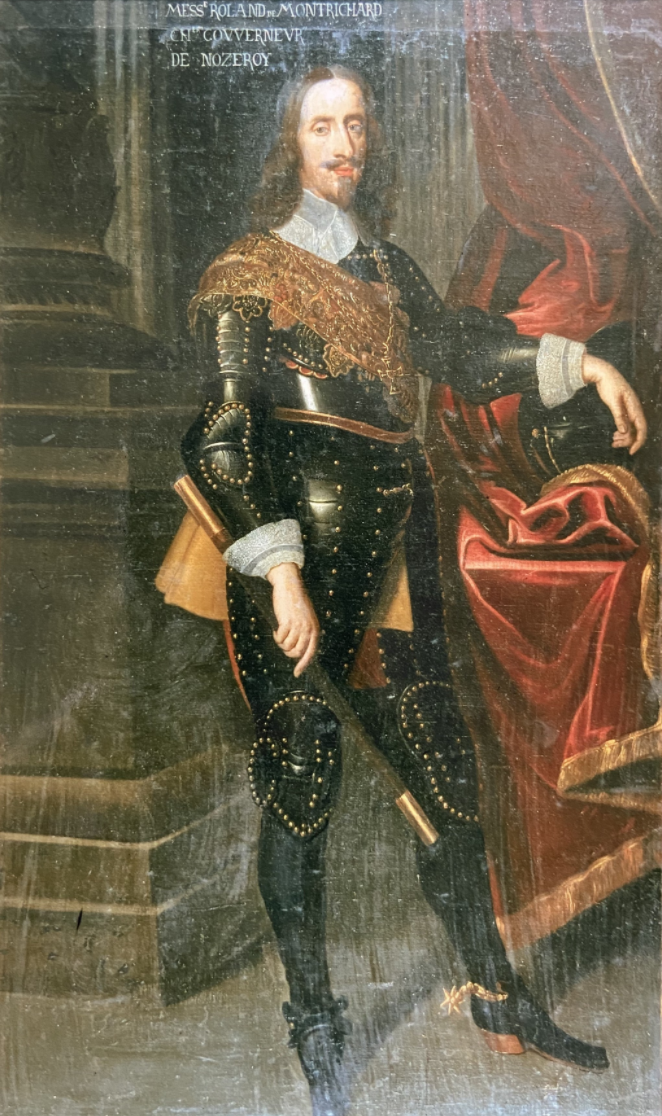
Roland de Montrichard (1586-1641).

- Gérard de Montrichard (1536-1590), commandant au siège de Tournay, mestre de camp des armées espagnoles aux Pays-Bas. Il épousa en premières noces Marguerite de Roisin Hainaut, puis en secondes noces Louise Vauchard (-), fille de Pierre Vauchard conseiller en parlement. Il commanda contre les rebelles au siège de Tournay, sous les comtes de Mansfeld et de Lalling. Il fut nommé par Philippe II roi d'Espagne, gouverneur de Nozeroy en 1586. De sa première union avec Marguerite de Roisin Hainaut, il eut Nicolas de Montrichard (-) Seigneur du Verger. De son union avec Louise Vauchard, il eut 1° Roland de Montrichard (1586-1641), 2° Pierre de Montrichard (-1611), chanoine de Nozeroy, abbé de Notre-Dame de Billon[12],  et 3° Anne de Montrichard.
- Nicolas de Montrichard (-) Seigneur du Verger. Il épousa en premières noces Françoise de BLIC (-) en 1600 sans descendance. Puis d'un second mariage en 1604 avec Bernardine de Chauvirey (-) avec laquelle il eut Marguerite de Montrichard (-1637) chanoinesse de Migette, Antoinette de Montrichard (-1637) chanoinesse de Migette et Denise de Montrichard (-) mariée en 1637 à Pierre-Louis de Saint-Mauris. Sans descendance masculine.

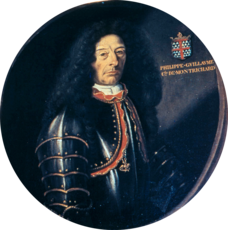
Philippe-Guillaume de Montrichard (1616-1688).

- Roland de Montrichard (1586-1641).Roland de Montrichard (1586-1641)[13], premier gentilhomme du prince d'Orange, capitaine des mousquetaires et gouverneur de Nozeroy, seigneur de Bouverans et de Sirod. Épousa en 1615 Marguerite de Trieste (-), demoiselle d'honneur d'Éléonore de Bourbon-Condé, princesse d'Orange. La Franche-Comté est alors sous allégeance espagnole. Louis XIII conseillé par le cardinal de Richelieu décide d'annexer la région, c'est la guerre de Dix ans (1634-1644). Roland de Montrichard alors capitaine, commande 300 mousquetaires[14] lors des campagnes de Bresse et de Bugey ' qui resteront comme les principales victoires de la Franche-Comté sur le Royaume de France. Avant que le Royaume de France ne vienne anéantir définitivement la rébellion comtoise menée par les ducs de Bourgogne et les Princes d'Orange. C'est alors que le maréchal de Guébriant envoyé par Louis XIII va faire le siège de Nozeroy en 1639 et défaire Roland de Montrichard[15]. Il occupera les lieux pendant trois longues années tourmentées. En effet les combats, la misère, le désordre général additionnés à des périodes de peste et de famine vont favoriser les violences et l'insécurité à tous les niveaux. "Les hommes volaient, maltraitaient, tuaient pour se défendre, pour se venger, pour s'imposer quand ils n'assassinaient pas simplement pour leur plaisir, forts de la crainte qu'ils inspiraient, sûrs de rester impunis. Cette violence quotidienne que la peur, le désespoir et la cupidité attisaient, s'exerçait contre n'importe qui, sans distinction de rang ni de sexe, contre l'étranger, le voisin, les proches"[16]. Dans ce désordre environnant, il fut pris à partie et assassiné  "(...) Roland de Montrichard, sergent major du colonel d'Arnans, fut assassiné vers les halles d'Ornans; sa femme qui l'accompagnait connut le même sort"[16]. De cette union, il eut 6 enfants, 1° Philippe-Guillaume de Montrichard (1616-1688), 2° Jean-Claude de Montrichard, chanoine de Baume les Messieurs, 3° Jeanne-Philiberte de Montrichard (-), mariée en 1640 à Pierre du Pin-Jusseau, 4° Jean-Ernest de Montrichard (-), tué à la guerre sans postérité, 5° Jean-Michel de Montrichard (-1652), tué à la guerre sans postérité en 1652, et 6° Louise-Christine de Montrichard mariée à Frédéric de Tournon.

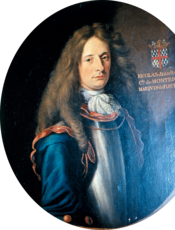
Nicolas Jean-Baptiste de Montrichard (1651-1741).

- Philippe-Guillaume de Montrichard (1616-1688).Philippe-Guillaume de Montrichard (1616-1688), gouverneur de Nozeroy, seigneur de Sirod, grand gruyer général pour le prince d'Orange, capitaine de dragons, nommé chevalier de l'ordre de Saint-Georges (1662)[17]. Il épouse en 1649 Charlotte Mareschal de Bouclans (-1712). De la Guerre de Trente Ans, il participa à la bataille de Rocroi d'où il reviendra en héros. Philippe-Guillaume de Montrichard fut comme son père et son aïeul gouverneur de Nozeroy, capitaine de deux cent dragons et commandant en chef de l'arrière-ban du grand canton de la province dans les montagnes en 1669. Tout comme son père Roland de Montrichard (1586-1641), il fut assiégé en 1668 dans Nozeroy pendant la campagne de Franche-Comté menée pour le compte du Roi Louis XIV par Louis II, dit le grand Condé. À la manœuvre c'est Jean de Watteville un noble franc-comtois qui aide Louis XIV à la reconquête de la province en proposant au gouverneur de Nozeroy de se soumettre comme le décrit de ces quelques lignes Désiré Monnier (1788-1867): "Au mois de février 1668, Besançon, Dole, Salins, le château de Joux, Gray et d’autres places s’étaient déjà rendus à Louis XIV, que plusieurs lieux moins importants tenaient encore. Philippe-Guillaume de Montrichard, d’une famille qui, depuis 1492, fournissait des gouverneurs à la ville et au château de Nozeroy, avait alors le soin de la défense de ce château et de cette ville. Dom Jean de Watteville, abbé de Baume, secondait de tout son pouvoir la soumission de la province au roi de France ; il offrit à ce capitaine une récompense au nom de ce souverain s’il ouvrait les portes de Nozeroy à la troupe française qui était à Château-Vilain, et s’il l’admettait comme garnison. Philippe-Guillaume de Montrichard, indigné de cette proposition, répondit qu’il ne traiterait jamais avec un parjure, et qui si, par le sort des armes, Watteville se rendait maître de la place, Philippe-Guillaume de Montrichard ferait sauter et la place et le traître. Ayant échoué de ce côté, Jean de Watteville se tourna vers les habitants qu’il fit pratiquer secrètement ; il les indisposa contre leur gouverneur et les menaça du pillage. Ceux-ci s’emparèrent de leur défenseur (ndlr Philippe-Guillaume de Montrichard), le remirent entre ses mains et reçurent l’ennemi dans leurs murs. Après la signature du traité d’Aix-la- Chapelle (en 1668), qui restitua la Franche-Comté à l’Espagne, des commissaires envoyés des Pays-Bas dirigèrent une information contre les membres du parlement soupçonnés de trahison. Philippe-Guillaume de Montrichard, entendu comme témoin, excusa les habitants, mais révéla l’odieuse conduite de Watteville"[18]. De cette union avec Charlotte Mareschal de Bouclans il aura dix enfants dont : 1° Nicolas-Jean-Baptiste de Montrichard (1653-1741), 2° Pierre de Montrichard (-), chanoine à la métropole de Besançon, 3° Pierre-Joseph Ier de Montrichard (-), major d'infanterie tué à la bataille de Crémone en 1702, sans postérité), 4°Antoine III de Montrichard (-), mort jeune à la guerre, 5° Charles de Montrichard, tué à la bataille de Cassano en 1705, 6° Dominique de Montrichard (-), religieuse Annonciade, 7° Christine de Montrichard (-), morte fille, 8°Jean-Baptiste de Montrichard (-1708), mort lieutenant-colonel, 9° Françoise-Prospère de Montrichard (-1697), Abbesse de Notre-Dame de Migette, 10° Madeleine de Montrichard (1699-1741), chanoinesse de Notre-Dame de Migette.
- Nicolas Jean-Baptiste de Montrichard (1651-1741).Nicolas-Jean-Baptiste de Montrichard (1653-1741), seigneur du château de Frontenay, gouverneur de Nozeroy, grand gruyer général du comté de Bourgogne, major d'infanterie du régiment de Mérode au service de la France. Il fut capitaine de dragons et chevalier de l'ordre de Saint-Georges (1697). Il épousa en 1680 Antoinette-Suzanne de Visemal (1660-1737), fille de Ferdinand de Visemal (-) et d'Antoinette de Vy (-). Le grand-père d'Antoinette-Suzanne de Visemal (1660-1737) n'est autre que Jean-Baptiste de Visemal (-1713), personnage important de la résistance franc-comtoise contre les armées françaises de Louis XIII. Ce dernier après avoir lutté vaillamment contre l'armée française fut pendu au mur de son donjon au château de Frontenay. En 1674, Nicolas-Jean-Baptiste de Montrichard (1653-1741) est blessé par un coup de feu français au siège de Besançon qu'il défendait âprement. Plus tard, capitaine d'une compagnie d'infanterie à l'attaque de Dinant-sur-Meuse il sera de nouveau blessé, traversé cette fois par un coup de mousquet. Quelques années plus tard, il se mit au service de l'Espagne jusqu'en 1682, soit 4 ans après le traité de Nimègue qui rattache la Franche-Comté à la France, date à laquelle le Duc de Duras et Maréchal de France s'en apercevant décida la confiscation des biens des Montrichard. Se résignant à l'inéluctable il entra au service de la France. Nicolas-Jean-Baptiste de Montrichard fera toutes les campagnes de la France de 1689 à 1706 (Irlande, Piémont, Milanais…) comme major au régiment de Tournai, puis au Royal-Comtois et lieutenant-colonel du régiment de Grammont-infanterie. Il a été nommé en 1690 capitaine-gouverneur de Nozeroy et grand gruyer des forêts, bois, rivières et étangs dépendant de la Maison de Chalon en Bourgogne en remplacement de son père décédé et admis au nombre des chevaliers de Saint-Georges en 1697. De cette union, il eut 9 enfants : 1° Laurent Gabriel de Montrichard(1697-1778) , 2° Antoinette, mariée à Henry-Gaspard de Grivel-Perrigny, 3° Ferdinand Ier, mort jeune, 4° Adrienne-Françoise, mariée à son cousin Gabriel-Joseph de Montrichard, 5° Pierre-Joseph II de Montrichard (1701-1779), 6° Suzanne de Montrichard, morte fille, 7° Marie-Charlotte de Montrichard (vers 1683 -) Chanoinesse de Notre-Dame de Migette, 8° Nicole-Charlotte de Montrichard (- vers 1753), Abbesse de Notre-Dame de Migette, 9° Marguerite-Ferdinande de Montrichard (-) Chanoinesse de Château-Châlons.
- Laurent-Gabriel de Montrichard (1697-1768), 1° Marquis de Montrichard, Seigneur de Saint-Martin, Blandans et Voiteur, capitaine au régiment de La Tour, membre de l'Académie de Besançon. Chevalier de Saint-Georges en 1720. Il épousa en 1721 Catherine-Paule de Jaucourt (1696-1758). Selon la volonté de son grand-père maternel Ferdinand Fallerans de Visemal, il relève les noms et armes des Fallerans de Visemal. La seigneurie de Frontenay est érigée en marquisat en 1743 par lettres patentes. Il meurt sans descandence.
- Pierre-Joseph II de Montrichard (1701-1779), 2° Marquis de Montrichard, Seigneur de Saint-Martin, Major de régiment de Royal-Comtois, Chevalier de Saint-Georges en 1720, il épousa en 1740 Jeanne-Charlotte de Raugrave-Salm (1714-1755). Né à Nozeroy, tué au combat le 17 avril 1779 à la bataille de Crémone en Italie.  Il fut inhumé le 17 juillet 1779 au Château de Saint-Martin. De cette union, il eut: 1° Philippe-Bernard-Nicolas Laurent-Hyacinthe de Montrichard (1741-1824), 2° Rose-Gabrielle de Montrichard (1742-), 3° Jacques-Paul de Montrichard (1744-?), Chanoine tréfoncier à Liège, 4° Gabriel-Étienne de Montrichard (1745-1799), 5° Pierre-Louis de Montrichard (?-1772), 6° Henri-Gabriel de Montrichard (1748-1816), Evêque de Besançon, 7° Elisabeth-Césarine de Montrichard (1750-1791) abbesse de Baume-les-Dames depuis 1762.
- Philippe-Bernard-Nicolas Laurent-Hyacinthe de Montrichard (1741-1824)[19], 3° Marquis de Montrichard, seigneur de Montrichard et de Frontenay, Page de la Dauphine[1], ancien officier de dragons. Chevalier de Saint-Georges et chevalier de Saint-Louis. Il épousa en 1771 Charlotte Esselin (1741-1825). Né en 1741 au château de Saint-Martin, il fut le page de Madame la Dauphine, officier au régiment de Raugrave, puis capitaine de dragons au régiment royal puis capitaine au régiment de Saint-Louis. Il aura 6 enfants : 1° Théodore de Montrichard, 2° Louis de Montrichard (établit en Trinidad and Tobago[20]), 3° Gabriel-Marie de Montrichard (également en Trinidad and Tobago[20]), 4° Joséphine de Montrichard (Chanoinesse de Dombière), 5° Pierrette-Marguerite de Montrichard (mariée à M. Fyard de Gevigney, Capitaine d'Infanterie), 6° Marie-Charlotte de Montrichard (mariée à M. de Chambret, ancien officier du génie).
- Jacques-Paul de Montrichard (-), chanoine tréfoncier à Liège.
- Théodore de Montrichard (-), marié à Mlle Pécault.
- Henri-Gabriel de Montrichard (1748-1816)[21], Chanoine du haut chapitre de Liège et de Baume, Vicaire Général de Cambrai, chevaliers de Saint-Georges (1785). Il est le fils de Pierre-Joseph de Montrichard. Né au château de Saint-Martin, près de Voiteur (Jura), le 23 septembre 1748. Nommé Chanoine de Baume-les-Messieurs (Jura) en 1767. Il reçut les ordres sacrés dans les années qui suivirent, et fut reçu docteur en théologie à l'université de Besançon. En novembre 1777, il fut nommé Vicaire Général de Mgr de Rohan[22], archevêque de Bordeaux, et le suivit au même titre lorsque ce prélat fut transféré à l'archevêché de Cambrai en 1781[22]. En décembre 1780, il fut nommé Doyen de Baume-les-Messieurs, et en 1784, il devint coadjuteur de son oncle, le comte de Raugrave, à une prébende du Grand Chapitre de Liège. Il obtint l'abbaye d'Andres, diocèse de Boulogne, le 13 avril 1788, mais en fut bientôt dépossédé par la Révolution. Il se retira alors à Saint-Martin jusqu'en 1792, émigra vers cette époque et se fixa à Fribourg. Attendri à la vue de confrères manquant des choses les plus nécessaires et réduits à la mendicité, il conçut l'idée d'une table commune pour tous les prêtres qui seraient obligés d'y avoir recours. Les évêques qui étaient à Fribourg approuvèrent son plan et l'encouragèrent à l'exécuter par des secours sur la caisse des bienfaits dont ils étaient dépositaires et dispensateurs, et même en l'aidant de leur propre bourse. Il fallait le consentement de l'État pour un pareil rassemblement d'étrangers ; les évêques l'obtinrent, et, de plus, il leur fut accordé un local spacieux et commode. Ce fut l'Ordre de Malte qui eut l'honneur de le fournir dans sa commanderie. M. l'abbé de Montrichard fit préparer une cuisine, des tables, des bancs et tout ce qui il fut le bienfaiteur des prêtres déportés et des émigrés. Tous les souverains de l'Europe lui adressèrent des secours pour l'œuvre qu'il avait fondée dans l'établissement de la Commanderie à Fribourg. Les registres de la Commanderie sont conservés, comme un précieux souvenir, dans la famille de Montrichard : ils contiennent la liste longue et curieuse des personnes secourues et des bienfaiteurs de l'œuvre. De 1794 à 1799, l'abbé de Montrichard distribua en nature la somme, considérable pour ces temps calamiteux, de 137 777 livres 5 sols 8 deniers. Lors de l'invasion de la Suisse par les armées françaises, en 1799, l'abbé de Montrichard se retira en Bavière. Après le Concordat, il revint en France et fut nommé par Mgr Moreau, évêque d'Autun, administrateur du département de la Nièvre. À la fin de l'année 1804, le Pape Pie VII, traversant le Nivernais, et reçu à Cosne par l'archevêque de Sens et l'Abbé de Montrichard, décerna à ce dernier les éloges les plus flatteurs, pour sa généreuse conduite pendant la Révolution. En 1815, l'archevêché de Besançon étant devenu vacant par la mort de Mgr Lecoz, ancien évêque constitutionnel, Louis XVIII nomma à ce siège l'Abbé de Montrichard ; il n'eut pas le temps d'en être pourvu, car il mourut à Nevers, d'une attaque d'apoplexie, le 22 juillet 1816, le lendemain même du jour où le roi avait signé l'ordonnance[23].
- Jacques-Paul de Montrichard (-), chanoine et doyen du chapitre de Baume-les-Messieurs, chevalier de Saint-Georges (1788).
- Charles-Alexandre de Montrichard (1774-1820), officier au régiment d'infanterie de Monsieur. Il épousa en 1803 Alexandrine de Pécauld de Rigny (1782-1865).
- Pierre-Louis-Bonaventure de Montrichard (?-1772), chanoine à l'Abbaye de Baume-les-messieurs en 1778.
- Gabriel-Étienne de Montrichard (1755-1799), Maréchal des logis de la garde constitutionnelle de Louis XVI, Capitaine de dragons au régiment Royal, chevaliers de Saint-Georges (1781). Il épousa en 1789 Marie-Gabrielle-Gilbert Rapine de Sainte-Marie (1768-1851). Il eut Louis-Ferdinand de Montrichard (1790-1866).

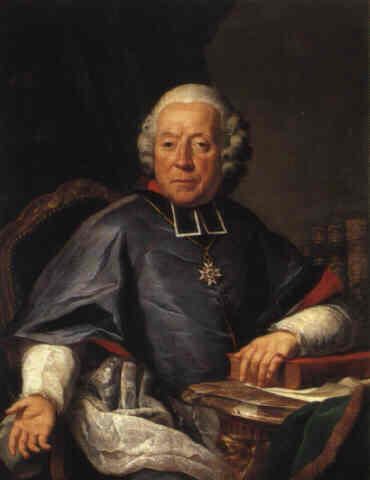
Pierre-Louis-Bonaventure de Montrichard, chanoine de Baume-les-Messieurs par Johann Melchior Wyrsch (1778). Dimensions 100 × 78 cm.
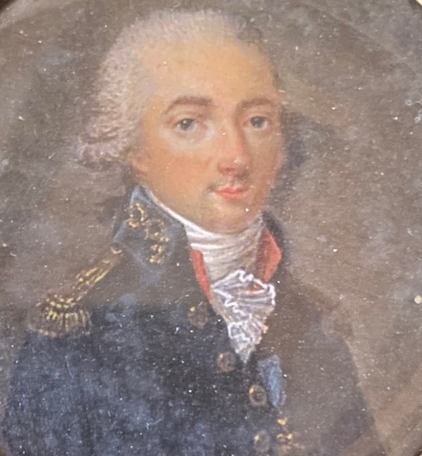
Gabriel-Étienne de Montrichard (1755-1799), maréchal des logis de la garde constitutionnelle de Louis XVI, capitaine de dragons au régiment Royal.

- Charles de Montrichard (1774-1820)[24].
- Louis-Ferdinand de Montrichard (1790-1866), Mousquetaires de la garde ordinaire du Roi puis gentilhomme de sa chambre, capitaine des chasseurs, Chevalier de Saint-Georges (1816). Il épousa Alexandrine-Louise de La Rochefoucauld (1790-1837). Il eut 1° Louis-Gabriel-Armand de Montrichard (1812-1875), 2° Caroline de Montrichard (-1893) mariée à Balthasar de Chevenon de Bigny et décédée au couvent des Dames du Cénacle à Paray-le-Monial.
- Alfred Gabriel de Montrichard (1802-1863), garde du corps du roi dans la compagnie de Noailles (1824), capitaine de gendarmerie. Il est ancien élève de l'école royale spéciale militaire de Saint-Cyr, 2e promotion «1819-1821». Il épousa Bernardine Alcazar en 1835, une demoiselle de Trinité-et-Tobago.
- Louis-Gabriel-Armand de Montrichard (1812-1875), épousa Louise Hurault de Vibraye (1824-1853). De cette union; 1°Gaston de Montrichard (1845-1924), 2° Gabriel de Montrichard (1848-1920), 3° Bathilde de Montrichard (1851-1908), 4° Louis, vicomte de Montrichard (1953-1902).
- Gérard de Montrichard (1839-1927), inspecteur des Eaux et Forêts. Né à Bourg le 17 février 1839, marié à Caroline-Marie-Marguerite-Virginie Cochard, il décéda chez lui au château de Rigny en 1927 et y fut inhumé (dans la petite chapelle sur le flanc droit de l’église de Rigny, comprenant deux gisants). Le château de Rigny fut alors transmis à sa fille Suzanne, épouse de Léon Gabriel Corblet (1878-1969), armateur au Havre, et qui résidait à Paris. Ce dernier était par ailleurs le frère de Madame Germaine Alice Corblet, épouse du 17e président de la République française, René Coty. Il eut également Claude-Louis de Montrichard (1894-1977), pilote dans l'armée de l'air.
- Gabriel de Montrichard (1848-1920), conseiller général du Doubs (1910-1920) et maire de Cléron. Il épousa en 1874 Marie Terrier de Loray (1853-1931). De cette union, il eut Marguerite de Montrichard (1876-1931) qui épousa en 1895 Robert d'Oilliamsion (1867-1938).
- Gaston de Montrichard (1845-1924) épousa en 1873 Michelle de Damas d'Anlezy (1853-1895), petite fille d'Ange Hyacinthe, Baron de Damas, général, ministre de guerre et Paire de France sous l'Empire. Il est né le 12 aout 1845 au château de Bazoches dans la Nièvre. Saint-cyrien de la promotion du Danemark (1863-1865), il est nommé sous lieutenant en 1865, au 7e régiment de lanciers et va suivre les cours de l'école de Saumur comme officier d'instruction. Nommé lieutenant en 1870, il est prisonnier à la capitulation de Sedan et reçoit la Croix de la Légion d'honneur en juin 1871. En septembre 1871, il est affecté au 14e régiment de chasseurs. Il démissionne de l'armée comme capitaine. Il meurt en décembre 1924.
- Louis de Montrichard (1853-1902), Vicomte de Montrichard, né chez ses grands-parents maternels au château de Bazoches, il épousa en 1881 Marguerite de La Motte-Ango de Flers (1860-1928). Il eut Roland de Montrichard (1882-1953).
- Gabriel de Montrichard (1879-1963), chevalier de la Légion d'honneur, croix de guerre 1914-1918 avec une palme et deux citations. Il épousa en 1906 Yvonne Budes de Guébriant (1882-1957). Il fut maire de la commune de Saint-Parize-le-Châtel de 1935 à 1945.
- Roland de Montrichard (1882-1953), chevalier de la Légion d'honneur. Il épousa en 1909 Catherine Picot de Moras d'Aligny (1885-1964). Il est membre de l'Académie des sciences, belles-lettres et arts de Besançon et de Franche-Comté[25]. Ancien président de la Jeunesse catholique du Loir-et-Cher, représentant du duc de Guise en Loir-et-Cher, délégué régional de la Société de secours aux blessés militaires (7e région), président de la Croix-Rouge française du département du Doubs, conseiller Général du Doubs, maire de Cléron (Doubs). Propriétaire du château de Cléron. Il eut comme enfants 1° Claude de Montrichard (1910-?) en religion, 2° Marie de Montrichard (1912-1986) mariée à Raoul de Warren (1905-1992), 3° Louis de Montrichard (1914-?), en religion, 4° Henri de Montrichard (1918-1981).
- Henri de Montrichard (1918-1981), épousa Nüket CANKARDES (1917-2018). Il eut Christian-Gabriel de Montrichard (-), Claude de Montrichard (-) et Catherine de Montrichard (-) mariée à Hubert de COUËSSIN du BOISRIOU.
- Claude-Louis de Montrichard (1894-1977), officier d'aviation, marié avec Marie-Geneviève-Amédée Dufaure en 1926. Né le 8 septembre 1894 à Montmédy (Meuse), il meurt à Compiègne, le 22 février 1977. Engagé volontaire au 28e régiment de Dragons en 1914. Nommé brigadier fin 1914, maréchal des logis en avril 1915. Passé à l’aéronautique militaire comme élève pilote en septembre 1916, il passe son brevet de pilote militaire dans la foulée. Il fit différents stages de perfectionnement à l’école d’aviation militaire d’Avord, un stage de tir à l’école de tir aérien de Cazaux, un stage de "Haute École" à l’école d’aviation militaire de Pau. Pilote du GDE (Groupement des Divisions d'Entrainement) en mars 1917. Pilote du groupe 518 (escadrille F 40) en mai 1917. Pilote de l’escadrille N 95 / SPA 95 de mai 1917 à février 1919. Citation no 5106 à l’ordre de l’armée, en date du 26 septembre 1917, il est nommé sous-lieutenant en 1918. Affecté au EMA (État-Major des armées) en février 1919, il est nommé sous-lieutenant de réserve. Affecté au 33e régiment d’aviation d’observation de Mayence (Allemagne) en août 1920. Affecté, dans la réserve, au 1er régiment d’aviation de chasse de Thionville-Basse-Yutz (Moselle) en 1922. Chevalier de la Légion d’honneur, en date du 24 décembre 1936. Rappelé à l’activité à la base aérienne de Châteauroux en septembre 1938 puis au bataillon de l’air no 103 le 27 août 1939. Radié du cadre navigant à sa demande et classé dans les cadres sédentaires des officiers de réserve. Il est affecté au bataillon de l’air no 127 en janvier 1940, puis à la direction générale technique et industrielle en mars 1940. Citation no 5106 à l’ordre de l’armée, pilote à l’escadrille N 95 en 1917 : « Très bon pilote ayant plus de cent heures de vol au-dessus de l’ennemi. Le 3 juin 1917, dès le début d’un combat, a eu sa mitrailleuse enrayée. Par son attitude résolue, intimidé son adversaire et a ainsi permis à l’avion photographique qu’il protégeait de terminer sa mission. S’est à nouveau signalé, le 12 juillet et le 6 septembre 1917. »

## Branches éteintes

### Première branche éteinte
- Nicolas de Montrichard (-), seigneur de Verger. Il épousa en premières noces Françoise de Blic en 1600, puis en secondes noces Bernardine de Chauvirey en 1604. De ce mariage, il eut 3 filles: 1° Marguerite de Montrichard, chanoinesse de Notre-Dame de Migette, 2° Antoinette de Montrichard, chanoinesse de Notre-Dame de Migette, 3° Denise de Montrichard, mariée en 1637 à Louis de Saint-Mauris, seigneur de d'Augeraus.

### Deuxième branche éteinte
- Jean-Claude Ier de Montrichard, fils de Roland de Montrichard (1586-1641), marié à Marie de Cécile. Il eut pour enfant 1° Jean-Claude II de Montrichard (-), 2° Pierrette de Montrichard, mariée à Pierre-Joseph de Saix, Baron de Vive-Chazel, 3° Bernardine de Montrichard, morte fille.
- Jean-Claude II de Montrichard, fils du précédent, tué au siège de Bude en 1686. Sans descendance.

### Troisième branche éteinte
- Pierre Ier de Montrichard (-1531), seigneur de Flammerans, de Lieu, de Peintre et de Nant. Il est le fils de Guyot de Montrichard et de Marguerite de Fallerans. Nommé chevalier de l'ordre de Saint-Georges en 1504[26]. Marié en premières noces à Catherine de Flammerans (-) dont il eut 1° Étienne de Montrichard (1480-15??), 2° Jeanne de Montrichard (-) religieuse à Seurre, 3° Antoinette de Montrichard (-), Abbesse des Cordelières d'Auxonne, 4° Pierre de Montrichard (-). Puis en secondes noces avec Gasparine de Merlet, il eut 1° Jacques de Montrichard (-1603), Abbé de Billon[12], et 2° Anne de Montrichard (-) mariée à 1° Joachim de Poligny puis 2° Jacques de Montrichard son cousin.
- Etienne de Montrichard (1480-15??), chevalier et seigneur de Flammerans, marié le 16 septembre 1522 à Madeleine de Scey (1499-1570), dame de Fertans. Il est d'une lignée remarquable de l'époque, de par son grand-père Jacques de Flammerans (1400-1480), officier-échanson de Charles le Téméraire, dernier duc de Bourgogne. Mais aussi par son arrière grand-mère Philiberte de Salins-La-Tour (-), cousine de Guigone de Salins-La-Tour (1403-1470) qui fonda les Hospices de Beaune. Il compte également deux autres aïeux de qualité; Guy de Salins-La-Bande (-1417), chevalier d'honneur de la duchesse Marguerite de Bourgogne, conseiller, chambellan et maître d'Hôtel du duc Jean Ier de Bourgogne (aussi connu sous Jean sans Peur), ainsi que Jacques Humbert de Grandson (1330-1389), écuyer, seigneur de Flammerans en 1360, capitaine d'Auxonne en 1371, écuyer de l'échansonnerie du duc de Bourgogne (1361-1363), écuyer de cuisine du duc de Bourgogne Philippe II le Hardi (1364-1388). Il eut pour descendance : 1° Hector de Montrichard (1532-1590), seigneur de Flammerans, 2° Jacques de Montrichard (-) seigneur de Fertans, 3° Pierre de Montrichard (-).
- Jacques de Montrichard (-) seigneur de Fertans, marié en 1561 à Anne de Montrichard (-), sa germaine veuve de Joachim de Poligny, d'où : 1° Claude de Montrichard (-), 2° Anatole de Montrichard (-), 3° Melchior de Montrichard (-) mort jeune, 4° Catherine de Montrichard (-) mariée à François de Lallemand, seigneur de Belmont et de Vaitte, 5° Claudine de Montrichard (-) mariée à Claude de Poligny, seigneur d'Augeat.
- Anatole de Montrichard (-), marié à Étiennette de Beaurepaire (-).
- Claude de Montrichard (-), épousa Claudine de Vaudrey (-). Il eut 3 enfants: 1° Marc-Antoine de Montrichard (-) , 2° Claudine de Montrichard (-) Chanoinesse d'Epinal, mariée ensuite à Christophe de Cussigny, Seigneur de Viange, 3°...
- Marc-Antoine de Montrichard (-), Seigneur de Coulans, marié à Jeanne de Montrichard (-), sa germaine. De cette union, il eut : 1° Edme-Adrien de Montrichard (-), 2° Anne de Montrichard (-) Chanoinesse à Château-Chalon, 3° Elisabeth de Montrichard (-) mariée à Alexandre de Belot, Seigneur de Chevigney.
- Edmé-Adrien de Montrichard (vivant en 1683), ou Aimé-Adrien de Montrichard, Seigneur de Fertans, de Coulans et de Flammerans. Marié à Gabrielle de Bar (-), il eut pour enfants: 1° Gabriel-Joseph de Montrichard (-), 2° Alexandrine de Montrichard (-) mariée à Claude-Luc de Belot, seigneur de Chevigney, 3° Claude-Louise de Montrichard (-) mariée à Bonnaventure Poutier, seigneur de Sones, 4° Madeleine de Montrichard (-) mariée à Gérard de Boutechoux, seigneur de Vilette et de Chavanne, 5° Gabrielle de Montrichard (-) morte fille.
- Gabriel-Joseph de Montrichard (-), marié à Gabrielle-Françoise de Montrichard (-), sa germaine au 7e degré. Ils eurent pour fils Alexandre-Joseph de Montrichard (-1739).
- Alexandre-Joseph de Montrichard (-1739), seigneur de Flammerans et de Fertans, capitaine de dragons au Régiment de Bauffremont. Chevalier de Saint-Georges (1728). Mort jeune sans alliance. Dernier de sa branche. La seigneurie de Fertans est vendue par décret, et acquise en 1737, par François de Renouard, sieur de Fleurey.

### Quatrième branche éteinte
- Hector de Montrichard (1532-1590), écuyer, puis chevalier, seigneur de Flammerans, reçu docteur ès droit en 1555 à Ferrare (Italie), il avait étudié à Bologne, Ferrare et Dôle. Il est le fils d'Etienne de Montrichard et de Madeleine de Scey. Il épousa en 1577 Claudine de Chassagne (-) à Ornans. De cette union, il eut 1° Georges-François de Montrichard (-), 2° Henri de Montrichard (-), 3° Jeanne de Montrichard (1584-1591), 4° Jean-Baptiste de Montrichard (-), 5° Anne de Montrichard, 6° Jean de Montrichard (-) 1er comte de Montrichard. Il eut une fille illégitime avec Anne Ravallier (-), sa maîtresse, probablement sa servante ou gouvernante dont il dut connaître la famille en traversant la Bresse, au cours de ses voyages d'étude en Italie vers 1540. Il eut en plus de sa descendance officielle une fille illégitime: Barbe de Montrichard (1572-1616). "La bâtarde" fut généreusement dotée par son père Hector de Montrichard, ce pourquoi son seigneur de demi-frère, Jean de Montrichard (-), lui intenta un procès et le gagna sur son veuf (Pierre de Lemont) en 1628.
- Jean de Montrichard (-) 1er comte de Montrichard et seigneur de Nans.
- Jean-Baptiste de Montrichard (-), écuyer, seigneur de Flammerans. Il épousa en 1617 Georgine de Montrichard (-), sa germaine. Ils eurent pour enfants 1° Claude-Jean-Baptiste de Montrichard (1619-1682), 2° Louise de Montrichard (1635-) mariée en premières noces à Paul de Saint-Mauris, seigneur de Lambrey, et en secondes noces Antoine de Vaudrey, Baron de St Remy.
- Claude-Jean-Baptiste de Montrichard (1619-1682), Seigneur d'Estroyes, de Grenod, de Flammerans, de Mercurey, de Flambault. Premier Capitaine au régiment d'Enghien. Il épousa en 1646 Anne de Digoine (-). Une borne en pierre[27],[28] du XVIIe siècle, armoriée des armes Montrichard sépare les communes de Rully et de Mercurey en Bourgogne. Sur la face sud côté Mercurey est sculpté le blason de Claude-Baptiste de Montrichard, tandis que sur la face nord côté Rully on peut observer les armoiries de la famille de Montessus. La borne du Mont Morin est inscrite aux monuments historiques depuis le 04/12/1921[29]. Il n'eut pas de descendence.

### Cinquième branche éteinte
- Pierre de Montrichard (-). Il est le fils d'Étienne de Montrichard et de Madeleine de Scey. Il épousa Parise de Lantenne. Il eut pour enfants: 1° Antoine de Montrichard, 2° Jeanne de Montrichard (mariée à Simon Vellerot, Seigneur de Bussillon et de Mazoncle).
- Antoine de Montrichard (-), épousa Françoise de St Belin avec qui il eut 2 fils: 1° Jacques de Montrichard, 2° Henri de Montrichard (Chevalier de Malte).
- Jacques de Montrichard (-), marié à Eléonare Lullier. De ce mariage, il eut 1° Jeanne de Montrichard (mariée à Achille de Precipiano, Baron de Soye), 2° Anne de Montrichard (mariée à Claude de Brancion, seigneur de Visargent), 3° Antoinette de Montrichard (Abbesse des de Battant de Besançon).

### Sixième branche éteinte
- Anatole de Montrichard (-), fils de Jacques de Montrichard. Il s'est marié à Étiennette de Beaurepaire dont il eut pour enfants : 1° Jeanne de Montrichard mariée à Marc-Antoine de Montrichard son germain, 2° Étiennette de Montrichard, mariée à Gabriel de Vaudrey, seigneur de Valleroy, 3° Georgine de Montrichard, mariée à Jean-Baptiste de Montrichard son cousin, 4° Gabriel de Montrichard, mort jeune, prieur de Vellexon.

## Personnalités
- Roland de Montrichard (1586-1641)[13], premier gentilhomme du prince d'Orange, capitaine des mousquetaires et gouverneur de Nozeroy.

## Armes et devises
- De vair à la croix de gueules[4]

Armes des Montrichard.

- Devise : Praemium Virtutis Honos[4], qui peut être traduit par «l'Honneur récompense le courage».
- Adage : Gravité de Montrichard[30] ou encore Loyaulté de Montrichard[31].

## Principales alliances

### Familles franc-comtoises
Les principales alliances comtoises de la famille de Montrichard sont : Andelot-Coligny, Salins, Eternoz, Merceret, Frontenay, Viremont, Quingey, Fallerans, Lantenne, Usie, Arlay, Triest, Tournon, Visemal, Saix, Jougne, Scey, Flamerans, Vaudray, Poligny, Saint-Belin, Digoine, Bar, Saint-Maurice, Brancion, Precipiano, Vauchard.

### Autres familles
Budes de Guébriant, de Noblet d'Anglure, de Séré du Boisberthelot, de Robien, de Ganay, de La Rochefoucauld, Hurault de Vibraye, de Parcevaux, Flayelle de Xandrin, de Klebnikoff, de Tissot.